# Білогорський (хутір, Аургазинський район)
Білого́рський (рос. Белогорский, башк. Белогорский) — хутір у складі Аургазинського району Башкортостану, Росія. Входить до складу Бішкаїнської сільської ради.
Населення — 6 осіб (2010; 12 в 2002).
Національний склад:
- чуваші — 100%